# Лазурь и тьма (фильм)
«Лазурь и тьма» (кит. трад. 藍與黑, пиньинь lán yǔ hēi, англ. The Blue and The Black) — гонконгский фильм-дилогия режиссёра Тао Циня, снятый на студии Shaw Brothers. Премьеры двух частей фильма состоялись 30 июня и 21 июля 1966 года.

## Сюжет

### Первая часть
Действие фильма происходит в конце 1930-х — 1940-х годах, в период Японо-китайской войны, коммунизации Китая и откола от него Тайваня. Начало сюжета привязано к взаимоотношениям двух влиятельных семей Тяньцзиня.
Глава одной — строгая и чопорная госпожа Гао, вдова с двумя женатыми сыновьями и дочерью Тань Цзю. Старший сын и его жена — коллаборационисты, сотрудничающие с японскими интервентами, младший — учится в Англии; вместе с госпожой Гао живут и ухаживают за ней дочь и младшая невестка. Дочь вдовы Тань Цзю обручена с Чэнь Я, сыном не менее влиятельного господина Цзи, у которого также есть дочь Цзи Хуэйя и обучающийся на педагога племянник-сирота Чжан Синъя.
Главная героиня, сирота Тан Ци, выросшая в доме своей тёти, вдовы Гао, и учащаяся в Пекине на медсестру, приезжает на день рождения тёти. На угощении в честь празднества Ци и Синъя встречаются и влюбляются друг в друга.
Старший сын Гао пытается использовать Тан Ци как приманку для господина Вана, главы одной из организаций марионеточного правительства. Когда девушка отказывается сотрудничать, он начинает распускать о ней слухи и провоцировать мать не выпускать ту из дома.
Тан Ци и Чжан Синъя начинают встречаться. Поглощенный ранее, вместе со своим старшим братом, идеей участвовать в вооружённой борьбе своей страны под влиянием агитации своего знакомого Хэ Ли (секретного агента правительства в Чунцине), Синъя становится более живым. Однажды во время свидания на катке, Синъя избивает местная «золотая молодёжь». Ци провожает его домой и, ведомая профессиональным долгом, остаётся на ночь, ухаживая за ним.
Вернувшись утром домой, девушка получает разнос от госпожи Гао, давно недовольной её своеволием; не слушая даже объяснений дочери, она сажает племянницу под домашний арест. Синъя пытается встретиться с Ци, но его тётя отговаривает его, во избежание конфликта. К счастью, помощь кузины Хуэйя позволяет им хотя бы переписываться.
Тан Ци удаётся сбежать из дома. Она пытается уговорить и молодого человека бежать вместе с ней, однако, не желая конфликтовать с собственной семьей, он не соглашается. Возмущённая его нерешительностью, Ци хлопает дверью. Она устраивается медсестрой в больницу, однако наталкивается там на страсти управляющего, пытающегося её соблазнить. Девушка с негодованием отказывается и пытается уйти, однако подлитое ей снотворное делает своё дело, и управляющий насилует её.
Узнав о том, что произошло с Тан Ци, госпожа Гао во всеуслышание отказывается от неё. Синъя в ярости. Ци, лишённая дома и работы, устраивается певицей в ночной клуб.
Тем временем, Хэ Ли пробирается в Тяньцзинь, чтобы организовать группу молодых патриотов из студентов, взять их с собой в Чунцин и отправить на фронт. Синъя упрашивает взять с собой его и Тан Ци (с которой они со временем примирились); тот неохотно соглашается, но сам по телефону просит Ци не сопровождать любимого, чтобы не отвлекать его и не подвергать опасности всю операцию. Мучаясь решением, Тан Ци в конечном итоге решает не ехать, отправив Синъя прощальное письмо через общего знакомого.
Не дождавшись любимой, Чжан Синъя уезжает, присоединяясь к студенческой армии Гоминьдана, атакующей врага в районе гор Тайханшань.

### Вторая часть
Получивший отставку по ранению, Чжан Синъя устраивается в Чунцинский университет. Его успехи вкупе с героизмом вызывают восхищение генеральской дочери Чжэн Мэйчжуан.
Тан Ци, наконец собравшая достаточно средств для пути в Чунцин, не может выбраться из Тяньцзиня из-за окружения. Пытаясь приблизить встречу с любимым, Ци изображает лояльность японцам и коллаборационистам в попытке освободить попавшего в плен Хэ Ли.
Наступает временный мир, и Чжан Синъя, до которого дошли вести о «японской шпионке», возвращается в родной город уже с новой невестой Чжэн, лишая Ци надежды. Воздерживаясь от слёз, она уговаривает пару вернуться в Чунцин, собираясь и сама покинуть Таньцзинь. Однако война возвращается в город слишком рано, перекрыв дороги, и герои бегут из осаждённого Чунцина самолётом на Тайвань. Чжан Синъя вновь тяжело ранен, и на этот раз это приводит к лишению ноги. Тан Ци узнаёт от уехавшей на Гонконг Мэйчжуан о состоянии Синъя и, что та страшится связать жизнь с калекой, и садится на следующий же самолёт до Тайваня, давая себе клятву компенсировать всё потерянное в разногласиях время.

## В ролях
Главные герои
- Тан Ци — Линь Дай (в части сцен — Элси Ту), вокал Цзин Тин
- Чжан Синъя — Гуань Шань
- Чжэн Мэйчжуан — Пат Тин Хун

Семья Гао
- Госпожа Гао — Оуян Шафэй
- Старший сын госпожи Гао — Цзян Гуанчао[кит.]
- Старшая невестка госпожи Гао — Гао Баошу
- Вторая невестка госпожи Гао — Кэрри Ку Мэй[кит.]
- Гао Сяоцзе — Бай Хун

Семья Цзи
- Дядя Цзи — Чин Мяо
- Тётя Цзи — Чэнь Яньянь
- Цзи Хуэйя — Анджела Юй Цянь[кит.]
- Муж Цзи Хуэйя — Хо Фань
- Цзи Чжэнъя — Вон Чун[кит.]

Прочие
- Хэ Ли - Вон Хоу
- Хэ Мэн - Цзинь Хань[кит.]
- Генерал Чжэн - Ли Ин[кит.]
- Жена генерала Чжэна - Хун Мэй
- Адъютант Цао - Тянь Фэн
- Цинь Вэнь - Цзинь Фэн
- Однокашник Чжана - Ли Куань

## Съёмочная группа
- Компания: Shaw Brothers
- Продюсер: Шао Жэньлэн
- Режиссёр и сценарист: Тао Цинь[кит.], по роману Ван Ланя
- Режиссёрская группа: Вэнь Шилин, Джонсон Цао Чжуаншэн, Вон Куонкхай
- Композиторы: Ван Фулин, Эдди Х. Ван Цзюжэнь
- Грим: Фан Юэнь, У Сюйцин
- Операторы: Хэ Ланьшань (Тадаси Нисимото), Дун Шаоюн, Лю Ци, Хун Цинъюнь
- Звукооператор: Ван Юньхуа
- Редактор фильма: Цзян Синлун

- Формат фильма: цветной (плёнка Eastmancolor 35 мм), Shawscope 2,35:1, звук - моно[5].
- Продолжительность: 123 + 121 мин (полная версия)[1], 118 + 116 min (версия на DVD)[5].
- Язык: путунхуа.
- Дата премьеры: 30 июня и 21 июля 1966 года.

## Дополнительные факты и художественные особенности
- Эта дилогия является одной из последних кинокартин с участием Линь Дай, доснятых и выпущенных в прокат уже после её самоубийства летом 1964 года. Часть сцен была доснята с подгримированной под Линь Дай похожей на неё актрисой Элси Ту[1]. Кроме того, во второй части было минимизировано количество сцен с главной героиней Тан Ци, с увеличением экранного времени второго женского персонажа Чжэн Мэйчжуан (в исполнении Пат Тин Хун)[6].
- Сюжет фильма основан на одноимённом романе[кит.] тайваньского писателя и политика Ван Ланя[англ.], отнесённом к четырём главным романам о Японо-китайской войне[кит.] . Примерно в то же время основным гонконгским конкурентом Shaw Brothers, студией Cathay снималась другая экранизация «Солнце, и луна, и звёзды» (кит. трад. 太阳、月亮、星星), которая, однако, не получила сравнимого успеха. Сам фильм также снимался большей частью на Тайване, в частности, в Тайбэе, Тайчжуне, уездах Синьчжу и Хуалянь, а также на тренировочном полигоне в Чэнкунлине и базе ВВС «Чинчуанькан», при поддержке людьми, артиллерией и логистикой со стороны Тайваньских вооруженных сил[1].
- Смысл названия разъясняется в тексте одноимённой песни, звучащей в конце первой и начале второй части дилогии. Синий цвет/лазурь/синяя птица символизирует свободу, любовь, море и небо; чёрный цвет и чёрный ворон - силы зла, тьму, бездонную пропасть. Однако не бывает так, чтобы в жизни была только лазурь без тьмы или тьма без лазури[3].

- Согласно аннотации нынешнего правообладателя фильма компании Celestial Pictures к его перевыпуску на DVD, «Лазурь и тьма» «часто расценивается как гонконгский отклик на „Унесённых ветром“»[3].

## Награды
13-й Азиатско-тихоокеанский кинофестиваль (1966) Премии в 12 категориях:
- «Лучший фильм»
- «Лучшая режиссура» и «Лучший сценарий» — Тао Цинь
- «Лучшая работка художника-постановщика» — Вон Куонкхай
- «Лучшая мужская роль» — Гуань Шань
- «Лучшая женская роль» — Пат Тин Хун
- «Лучшая мужская роль второго плана» — Чинь Фэн
- «Лучшая женская роль второго плана» — Анджела Юй Цянь
- «Лучшая операторская работа цветной киносъёмки» — Хэ Ланшань (Тадаси Нисимото)
- «Лучшая музыка к кинофильму» — Ван Фулин
- «Лучший звук» — Ван Юньхуа
- «Лучший монтаж» — Цзян Синлун

Помимо этого, оргкомитет фестиваля посмертно присудил специальную (мемориальную) премию Линь Дай
5-й Тайбэйский кинофестиваль Golden Horse (1967)
- Лучшая актриса второго плана — Анджела Юй Цянь
- Поощрительная премия для драматических художественных фильмов[1]